# 엽형성
엽형성(葉形成, 영어: lobation)은 백혈구의 일종인 특정 과립구의 세포핵의 특징으로, 핵이 두 개 이상의 연결된 엽으로 분할되어 있다. 4가지 유형의 과립구 중에서 비만세포만 핵이 엽상이 아니다.
엽상은 또한 골수 내 거핵구의 특징이다.

## 엽상 백혈구
| 세포 유형 | 이미지 | 이미지 | 엽형성                                  |
| --------- | ------ | ------ | --------------------------------------- |
| 호중구    |        |        | 다엽성, 즉 2개 이상의 엽을 가지고 있다. |
| 호산구    |        |        | 이엽성, 즉, 2개의 엽을 가지고 있다.     |
| 호염기구  |        |        | 이엽성                                  |

## 같이 보기
- 백혈구
- 과립구
- 세포핵